# Hedysarum hemithamnoides
Hedysarum hemithamnoides är en ärtväxtart som beskrevs av Korotkova. Hedysarum hemithamnoides ingår i släktet buskväpplingar, och familjen ärtväxter. Inga underarter finns listade i Catalogue of Life.